# ماكسيم غونالونز
ماكسيم غونالونز (بالفرنسية: Maxime Gonalons)‏ (مواليد 10 مارس 1989 في فينيسيو - فرنسا) لاعب كرة قدم فرنسي يلعب لصالح نادي روما الإيطالي في مركز الوسط المدافع منذ 2017 لكنه ذهب في إعارة لنادي إشبيلية في 2018.
في بداية مسيرته الاحترافية لعب مع نادي ليون في سنة 2009 وحتى 2017 وشارك في 242 مباراة مع النادي.

## روابط خارجية
- ماكسيم غونالونز على موقع الاتحاد الأوربي (الإنجليزية)
- ماكسيم غونالونز على موقع رابطة كرة القدم الفرنسية للمحترفين (الإنجليزية)
- ماكسيم غونالونز على موقع قاعدة بيانات كرة القدم.إي يو (الإنجليزية)
- ماكسيم غونالونز على موقع ليكيب (الفرنسية)
- ماكسيم غونالونز على موقع ناشيونال فوتبول تيمز (الإنجليزية)
- ماكسيم غونالونز على موقع Soccerway.com (الإنجليزية)
- ماكسيم غونالونز على موقع عالم كرة القدم.نت (الإنجليزية)
- ماكسيم غونالونز على موقع كووورة
- ماكسيم غونالونز على موقع AS.com (الإسبانية)